# Гуті-Та 12
Гуті-Та 12 (англ. Guhthe Tah 12) — індіанська резервація в Канаді, у провінції Британська Колумбія, у межах регіонального округу Кітімат-Стекін.

## Населення
За даними перепису 2016 року, індіанська резервація нараховувала 148 осіб, показавши скорочення на 5,7%, порівняно з 2011-м роком. Середня густина населення становила 477,3 осіб/км².
З офіційних мов обидвома одночасно володіли 10 жителів, тільки англійською — 140. Усього 15 осіб вважали рідною мовою не одну з офіційних, з них усі — одну з корінних мов.
Працездатне населення становило 68% усього населення, рівень безробіття — 29,4%.

## Клімат
Середня річна температура становить 2,9°C, середня максимальна – 20,8°C, а середня мінімальна – -18,2°C. Середня річна кількість опадів – 386 мм.
| Клімат поселення                              | Клімат поселення | Клімат поселення | Клімат поселення | Клімат поселення | Клімат поселення | Клімат поселення | Клімат поселення | Клімат поселення | Клімат поселення | Клімат поселення | Клімат поселення | Клімат поселення | Клімат поселення |
| Показник                                      | Січ.             | Лют.             | Бер.             | Квіт.            | Трав.            | Черв.            | Лип.             | Серп.            | Вер.             | Жовт.            | Лист.            | Груд.            |                  |
| Середній максимум, °C                         | −3,34            | −0,21            | 6,06             | 11,73            | 16,45            | 20,77            | 18,71            | 17,71            | 12,84            | 6,65             | −2,17            | −7,07            |                  |
| Середня температура, °C                       | −10,76           | −7,62            | −1,37            | 4,30             | 9,02             | 13,35            | 15,54            | 14,52            | 9,66             | 3,46             | −5,34            | −10,25           |                  |
| Середній мінімум, °C                          | −18,18           | −15,06           | −8,79            | −3,13            | 1,59             | 5,92             | 12,35            | 11,34            | 6,48             | 0,27             | −8,53            | −13,44           |                  |
| Норма опадів, мм                              | 47               | 25               | 13               | 8                | 20               | 22               | 38               | 37               | 47               | 47               | 37               | 45               |                  |
| Середньомісячна швидкість вітру, м/с          | 1.40             | 1.60             | 1.90             | 2.01             | 2.10             | 1.90             | 1.70             | 1.56             | 1.52             | 1.66             | 1.44             | 1.35             |                  |
| Середньомісячна сонячна радіація, кДж/м²·день | 1541             | 3934             | 8428             | 14608            | 18560            | 19539            | 17365            | 14206            | 8844             | 4465             | 1998             | 974              |                  |
| --------------------------------------------- | ---------------- | ---------------- | ---------------- | ---------------- | ---------------- | ---------------- | ---------------- | ---------------- | ---------------- | ---------------- | ---------------- | ---------------- | ---------------- |
| Джерело:                                      |                  |                  |                  |                  |                  |                  |                  |                  |                  |                  |                  |                  |                  |